# Slovio
Slovio ist eine vom Slowaken Mark Hučko im Jahr 1999 geschaffene und im Jahr 2001 veröffentlichte Welthilfssprache, die Sprechern slawischer Sprachen eine einfachere Verständigung ermöglichen soll. 

## Geschichte
Slovio war die erste auf slawischen Sprachen basierende Plansprache mit einem umfangreichen Wörterbuch und einer kleinen Nutzergemeinschaft, die in ihrer Blütezeit aus 10 bis 15 Nutzern (hauptsächlich Slawen in der Diaspora) und einer Reihe interessierter Zuschauer bestand.
Trotz intensiver Werbung seitens seines Schöpfers fand Slovio wenig Unterstützung; es wurde wegen seines künstlichen, unslawischen Charakters und der radikalen slawisch-nationalistischen Ansichten seiner Nutzer heftig kritisiert. Es ist prorussisch und sieht die Slawen als Opfer der Geschichte.
Vielleicht aufgrund von Hučkos Beharren auf seinem Eigentumsrecht an der Sprache und seiner ablehnenden Haltung gegenüber Änderungsvorschlägen (ähnlich wie bei Volapük) wandten sich Menschen, die an einer panslawischen Sprache interessiert waren, anderen Projekten zu. Um 2011 war Slovio quasi ausgestorben.
Ein Text über die Herkunft der Europäer (satirischer Beispieltext und Übersetzung):
To  es  bezsporju  historju  fakt  zxe  sovremju  Europanis  (negda  imenitju  Indo-Europanis) es potomkis om Dunavju Slavis (negda imenitju Dunavju Lesju Ludis). Odnakuo to es bezsporju fakt zxe vse Europju jazikas originijut iz odnakju jazika, jazika om Dunavju Slavis.
„Es ist eine unbestrittene historische Tatsache, dass die heutigen Europäer (manchmal auch Indoeuropäer genannt) alle Nachkommen der Donauslawen (manchmal auch Donauwaldbewohner genannt) sind. Ebenso ist es eine unbestrittene Tatsache, dass alle europäischen Sprachen aus derselben gemeinsamen Sprache, der Sprache der Donauslawen, hervorgegangen sind.“

## Wortschatz

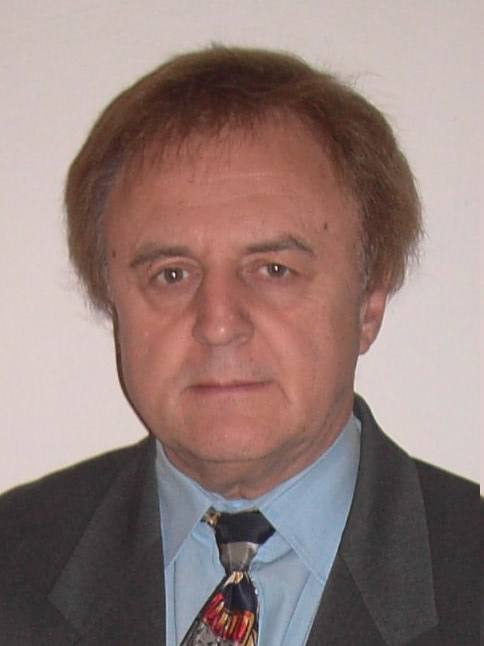
Mark Hučko

Laut ihrem Erfinder ist die Sprache nicht nur für Slawen gedacht, sondern soll auch für Nichtslawen verhältnismäßig leicht erlernbar sein und als Alternative zu bisherigen Plansprachen wie Esperanto oder dem vor allem aus romanischen Wortstämmen bestehenden Ido dienen.
Da sich der Wortschatz auf den gemeinsamen lexikalischen Grundstock der slawischen Sprachen stützt, könne Slovio laut seinem Erfinder Hučko von über 400 Millionen slawischsprachigen Menschen weltweit verstanden werden, ohne dass sie sich zuvor mit der Sprache beschäftigt haben müssten. Er zählt dabei die folgenden Sprachen auf: Belarussisch, Bosnisch, Bulgarisch, Kroatisch, Tschechisch, Kaschubisch, Lettisch, Litauisch, Mazedonisch, Mährisch, Polnisch, Russisch, Ruthenisch, Schlesisch, Slowakisch, Slowenisch, Serbisch, Sorbisch, Ukrainisch, Karpatenrussisch, Lausitzisch und Altslawisch.
Es existiert ein – vermutlich vom Erfinder der Sprache selbst initiiertes – Onlineportal („Zvestia.com“), welches komplett in Slovio verfasst ist und bis 2010 regelmäßig aktualisiert wurde. In dem Onlineportal werden manchmal radikale, slawisch-nationalistische Positionen eingenommen. Mit dem Stand vom Oktober 2007 enthält Slovio über 44.000 Wörter.

## Alphabet
Slovio ist wahlweise mit lateinischen bzw. kyrillischen Schriftzeichen darstellbar. Dabei ist das Schreiben mithilfe des lateinischen Alphabets sowohl mit, als auch ohne diakritische Zeichen möglich. Die Rechtschreibung bleibt dabei dieselbe.
| Lateinisch: | a | b | c | cx | d | e | f | g | (gx) | h | i | j | k | l | m | n | o | p | r | s | sx | t | u | v | (wx) | z | zx |
| Kyrillisch: | а | б | ц | ч  | д | е | ф | г | (дж) | х | и | й | к | л | м | н | о | п | р | с | ш  | т | у | в | (щ)  | з | ж  |

(optionale Zeichen sind eingeklammert)
| Lateinische Buchstaben | Lateinische Buchstaben | Kyrillische Buchstaben | Kyrillische Buchstaben | Phonetischer Wert |
| ---------------------- | ---------------------- | ---------------------- | ---------------------- | ----------------- |
| A                      | a                      | А                      | а                      | /a/               |
| B                      | b                      | Б                      | б                      | /b/               |
| C                      | c                      | Ц                      | ц                      | /t͡s/              |
| Cx                     | cx                     | Ч                      | ч                      | /t͡ʃ/              |
| D                      | d                      | Д                      | д                      | /d/               |
| E                      | e                      | Е                      | е                      | /e/               |
| F                      | f                      | Ф                      | ф                      | /f/               |
| G                      | g                      | Г                      | г                      | /ɡ/               |
| Gx                     | gx                     | ДЖ                     | дж                     | /d͡ʒ/              |
| H                      | h                      | Х                      | х                      | /h/ oder /x/      |
| I                      | i                      | И                      | и                      | /i/               |
| J                      | j                      | Й                      | й                      | /j/               |
| K                      | k                      | К                      | к                      | /k/               |
| L                      | l                      | Л                      | л                      | /l/               |
| M                      | m                      | М                      | м                      | /m/               |
| N                      | n                      | Н                      | н                      | /n/               |
| O                      | o                      | О                      | о                      | /o/               |
| P                      | p                      | П                      | п                      | /p/               |
| R                      | r                      | Р                      | р                      | /r/               |
| S                      | s                      | С                      | с                      | /s/               |
| Sx                     | sx                     | Ш                      | ш                      | /ʃ/               |
| T                      | t                      | Т                      | т                      | /t/               |
| U                      | u                      | У                      | у                      | /u/               |
| V                      | v                      | В                      | в                      | /v/               |
| Wx                     | wx                     | Щ                      | щ                      | /ʃt͡ʃ/             |
| Z                      | z                      | З                      | з                      | /z/               |
| Zx                     | zx                     | Ж                      | ж                      | /ʒ/               |
Optionale Buchstaben:
| Lateinische Buchstaben | Lateinische Buchstaben | Kyrillische Buchstaben | Kyrillische Buchstaben | Phonetischer Wert                            |
| ---------------------- | ---------------------- | ---------------------- | ---------------------- | -------------------------------------------- |
| Hq                     | hq                     |                        |                        | immer /h/                                    |
| Hx                     | hx                     |                        |                        | immer /x/                                    |
| X                      | x                      | Кс                     | кс                     | /ks/                                         |
| Q                      | q                      |                        |                        | Palatisierung des vorhergehenden Konsonanten |

## Zahlen
| Ziffer:   | 0   | 1   | 2   | 3   | 4     | 5    | 6    | 7    | 8   | 9   | 10  | 20     | 30     | 100 | 1000   |
| Zahlwort: | nul | din | dva | tri | cxtir | piat | sxes | siem | vos | dev | des | dvades | trides | sto | tisicx |

## Beispieltext
Slovio in lateinischer und kyrillischer Schrift:
Slovio es novju mezxunarodju jazika ktor razumijut cxtirsto milion ludis na celoju zemla. Ucxijte Slovio tper!
Словио ес новйу межународйу йазика ктор разумийут чтирсто милион лудис на целойу земла. Учийте Словио тпер!
Deutsche Übersetzung:
Slovio ist eine neue internationale Sprache, welche 400 Millionen Menschen auf der ganzen Welt verstehen. Lernt Slovio jetzt!